# Producte informàtic estàndard
Producte informàtic estàndard (amb acrònim anglès COTS, Commercial off-the-shelf), en l'àmbit de les tecnologies de la informació i la comunicació, és un terme del Reglament Federal d'Adquisicions (FAR) del EUA que defineix un element (producte o servei) disponible en el mercat comercial en grans quantitats que pot ser comprat i usat sota un contracte governamental de la mateixa manera com ho fa el públic en general. Per exemple, programes informàtics i sistemes de maquinari i de programari. El contrari de COTS són programaris i maquinaris fets a mida i desenvolupats amb finançament.

## Propietats
- COTS redueix molt els paràmetres de cost i temps de desenvolupament.
- COTS implica assumir riscos quant a termes de seguretat limitada.
- COTS implica assumir riscos en quant a obsolescència no controlada del productes i serveis.